# 안동완 검사 탄핵소추
안동완 검사 탄핵소추는 안동완 안동완 부산지검 2차장 검사가 서울시 공무원 간첩조작사건의 유우성에게 외국환 거래법 위반 등으로 기소한 것이 공소권 남용이고, 헌법과 법률을 위배하였다는 혐의로 국회에서 탄핵을 소추한 일이다. 재판관 4인의 인용 및 5인의 기각으로, 기각이 이뤄졌다.

## 배경
서울시 공무원 간첩조작사건의 유우성에게 안동완 검사가 일종의 보복성 기소를 했다는 주장이 일자, 더불어민주당은 이에 대한 문제를 제기하며 탄핵 소추안 준비에 나섰다.

## 정치권의 탄핵 추진
| 대한민국 국회 검사(안동완) 탄핵소추안 | 대한민국 국회 검사(안동완) 탄핵소추안 |
| 재적 298명 중 과반인 150명 동의 필요  | 재적 298명 중 과반인 150명 동의 필요  |
| 선택                                  | 득표                                  |
| ------------------------------------- | ------------------------------------- |
| 가                                    | 180 / 298                             |
| 부                                    | 105 / 298                             |
| 기권                                  | 0 / 298                               |
| 무효                                  | 2 / 298                               |
|                                       |                                       |
| 미투표                                | 11 / 298                              |

더불어민주당과 조국혁신당 등 6개 야당은 안동완 검사에 대한 탄핵소추안을 발의하였고, 재적 300명 중 과반인 151명을 넘긴 180명으로 탄핵 소추안을 발의하였다. 국민의힘은 105명이 반대표를 냈다. 안동완 검사는 탄핵 소추될 시기에 서울고등검찰청 검사직에 있었다.

## 선고 결과
2024년 5월 30일, 헌법재판관들이 의견이 갈리며, 인용 4명, 기각 5명으로, 기각으로 결정되었다.

## 같이 보기
- 서울시 공무원 간첩조작사건